# Litoria nasuta
Litoria nasuta ocorre principalmente nas zonas costeiras desde o Norte da Austrália Ocidental até em torno de Gosford em Nova Gales do Sul em seu ponto mais meridional, com uma população separada que ocorre mais a sul no subúrbio de Sydney, Avalon. Ele também habita as planícies do Sul e Sudeste da Península de Papua-Nova Guiné.

## Morfologia
Esta espécie de rã é muito variável em cor e padrão. Atinge 55 mm de comprimento, tem pernas extremamente longas e é muito aerodinâmico. Sua superfície dorsal é em tons de marrom com dobras de pele longitudinais ou verrugas que são mais escuras do que a pele ao redor delas. A superfície ventral é branca e granular. Uma faixa marrom começa a partir da narina, atravessa o olho, por meio do tímpano e termina entre as axilas e virilha. O tímpano é marrom com um círculo branco em torno dela. As coxas são marcadas com linhas pretas sobre fundo amarelo.  A garganta de machos reprodutores é amarela. Apesar de ser uma 'rã-arborícola', esta espécie passa a maior parte de sua vida como uma rã na terra, devido à sua incapacidade para trepar por causa de seus discos pequenos.

## Ecologia e comportamento
Este sapo habita pântanos, lagos e pradarias inundadas em florestas e bosques abertos. O chamamento é um 'uik... uik' repetido várias vezes seguido por um 'bât... bât' a chamada pode durar vários segundos. Os machos chamam desde a Primavera até ao início do Outono, sentados num corpo de água ou em águas rasas. A reprodução aumenta depois da chuva.

## Espécies semelhantes
Esta espécie é um membro do complexo de Rocket frogs. Este complexo inclui muitas espécies, por exemplo, Litoria freycienti e Litoria latopalmata. Todas as espécies neste complexo são saltadoras muito ágeis e muitas vezes contêm "Rocket Frog" no nome comum e tem um chamamento semelhante ao coachar de um pato. Litoria nasuta é simpátrica com cada espécie deste complexo através de pelo menos uma parte da sua área de distribuição. As listras dorsolateral e dobras da pele sobre esta espécie são melhor utilizadas para distinguir esta espécie de outras espécies no complexo. Rana daemeli é fisicamente semelhante a esta espécie e outras no complexo. Tanto R. daemeli como L. nasuta ocorrem na parte norte da Península do Cabo York em Queensland.